# Chaetopelma adenense
Chaetopelma adenense är en spindelart som beskrevs av Simon 1890. Chaetopelma adenense ingår i släktet Chaetopelma och familjen fågelspindlar. Inga underarter finns listade i Catalogue of Life.